# Bélmez de la Moraleda
Bélmez de la Moraleda er en by og kommune i det sydlige Spanien i provinsen Jaén. Den har et indbyggertal på 1.509 (2024) indbyggere.